# 乌拉山镇
乌拉山镇，是中华人民共和国内蒙古自治区巴彦淖尔市乌拉特前旗下辖的一个乡镇级行政单位。

## 行政区划
乌拉山镇下辖以下地区：
北环第一社区、北环第二社区、北环第三社区、东风第一社区、东风第二社区、东风第三社区、东兴第一社区、东兴第二社区、东兴第三社区、新民南社区、新民北社区、桥南社区、乌化社区、乌电社区、二师社区、盐海村、水桐树村、塔布村、沙脑包村、蓿亥村、三湖村和联光村。